# Antonino Sersale
Antonino Sersale (Sorrento, 25 giugno 1702 – Napoli, 24 giugno 1775) è stato un cardinale e arcivescovo cattolico italiano.

## Biografia
Nacque il 25 giugno 1702 da don Cesare Sersale dei duchi di Sorrento e principi di Capua, patrizio napolitano e patrizio di Sorrento, e da donna Maria Antinori dei duchi di Brindisi, di antica nobiltà fiorentina.
Fu ordinato sacerdote il 26 maggio 1725.
Entrò giovanissimo nel seminario e nell'Università di Napoli, conseguendo il dottorato in utroque iure il 2 maggio 1743.
Fu eletto arcivescovo di Brindisi il 9 settembre 1743 e consacrato il 29 settembre dello stesso anno. Durante il suo episcopato furono completati i lavori del seminario diocesano, che riaprì il 21 novembre 1744.
Fu trasferito all'arcidiocesi di Taranto il 16 novembre 1750.
Divenne poi arcivescovo di Napoli l'11 febbraio 1754.
Papa Benedetto XIV lo creò e pubblicò cardinale nel concistoro del 22 aprile 1754, in cui il Sersale fu l'unico cardinale creato. Il 20 maggio dello stesso anno ricevette il titolo di Santa Pudenziana.
Partecipò ai conclavi del 1758, del 1769 e del 1774-75, che elessero i papi Clemente XIII, Clemente XIV e Pio VI rispettivamente.
Durante il conclave del 1769 fu il candidato all'elezione pontificia dei Borboni del Regno di Napoli.
Morì a Napoli il 24 giugno 1775.
Giuseppe Sammartino scolpì per lui un monumento funebre nel Duomo di Napoli con ritratto e stemma dei Sersale (bandato d'oro e d'azzurro).
Suo fratello, don Pietro Sersale, patrizio napolitano e patrizio di Sorrento, fu decorato del titolo di marchese nel 1754.

## Genealogia episcopale e successione apostolica
La genealogia episcopale è:
- Cardinale Scipione Rebiba
- Cardinale Giulio Antonio Santori
- Cardinale Girolamo Bernerio, O.P.
- Arcivescovo Galeazzo Sanvitale
- Cardinale Ludovico Ludovisi
- Cardinale Luigi Caetani
- Cardinale Ulderico Carpegna
- Cardinale Paluzzo Paluzzi Altieri degli Albertoni
- Cardinale Gaspare Carpegna
- Cardinale Fabrizio Paolucci
- Cardinale Giorgio Spinola
- Cardinale Thomas Philip Wallrad d'Alsace-Boussut de Chimay
- Cardinale Giuseppe Spinelli
- Cardinale Antonino Sersale

La successione apostolica è:
- Arcivescovo Nicolò Antonio Spínola, O.M. (1770)